# Suncorp Group
Suncorp Group Limited er en australsk finans-, forsikrings- og bankkoncern med hovedkvarter i Brisbane. Det er en mellemstor australsk bank og det største forsikringsselskab i Australien. Virksomheden blev etableret 1. december 1996 ved en fusion mellem Suncorp, Metway Bank og Queensland Industry Development Corporation (QIDC).